# 石川県道28号大谷狼煙飯田線
石川県道28号大谷狼煙飯田線（いしかわけんどう28ごう おおたにのろしいいだせん）は、石川県珠洲市を通る県道（主要地方道）である。

## 概要
国道249号が、珠洲市飯田町から大谷峠を経て同市馬緤（まつなぎ）町に北上するショートカットコースをとるのに対し、当県道は能登半島の先端部の海岸線に沿ってラケット状に進むコースを通る。
珠洲市大谷町からすぐ東にある起点の珠洲市馬緤町から海岸沿いに東進。高屋町、折戸町と進み、能登半島の最先端、禄剛崎のある狼煙町へ。続いて海岸線に沿って南下、同市三崎町小泊地区からは西へコースを取り蛸島町へ。さらに西進し石川県道12号蛸島港線と重複、ライスセンター前交差点より珠洲道路となり、終点の飯田町へと至る。

また、平成17年に円滑な交通を目指して、脇道に待避所を設けるなどの1.5車線化整備に基づく拡張工事が行われた。

### 路線データ
- 起点：石川県珠洲市馬緤町壱字5番2地先（国道249号交点）
- 終点：石川県珠洲市飯田町五部85番1地先（飯田町北交差点・国道249号交点）

## 歴史
- 1972年（昭和47年）3月21日：認定
- 1993年（平成5年）5月11日 - 建設省から、県道大谷狼煙飯田線が大谷狼煙飯田線として主要地方道に指定される[1]。
- 2015年（平成27年）3月31日 : 珠洲市正院町川尻（正院小前交差点） - 珠洲市飯田町（飯田町北交差点）の区間を編入[2]。
- 2015年（平成27年）3月31日 : 珠洲市正院町川尻（正院小前交差点） - 珠洲市飯田町（すずなり西口交差点）の区間を道路区域から除外[2]。
- 2019年（平成31年）3月19日 : 珠洲市蛸島町 - 珠洲市正院町川尻（ライスセンター前交差点）の区間（珠洲道路指定区間）を編入[3]。

## 路線状況

### バイパス

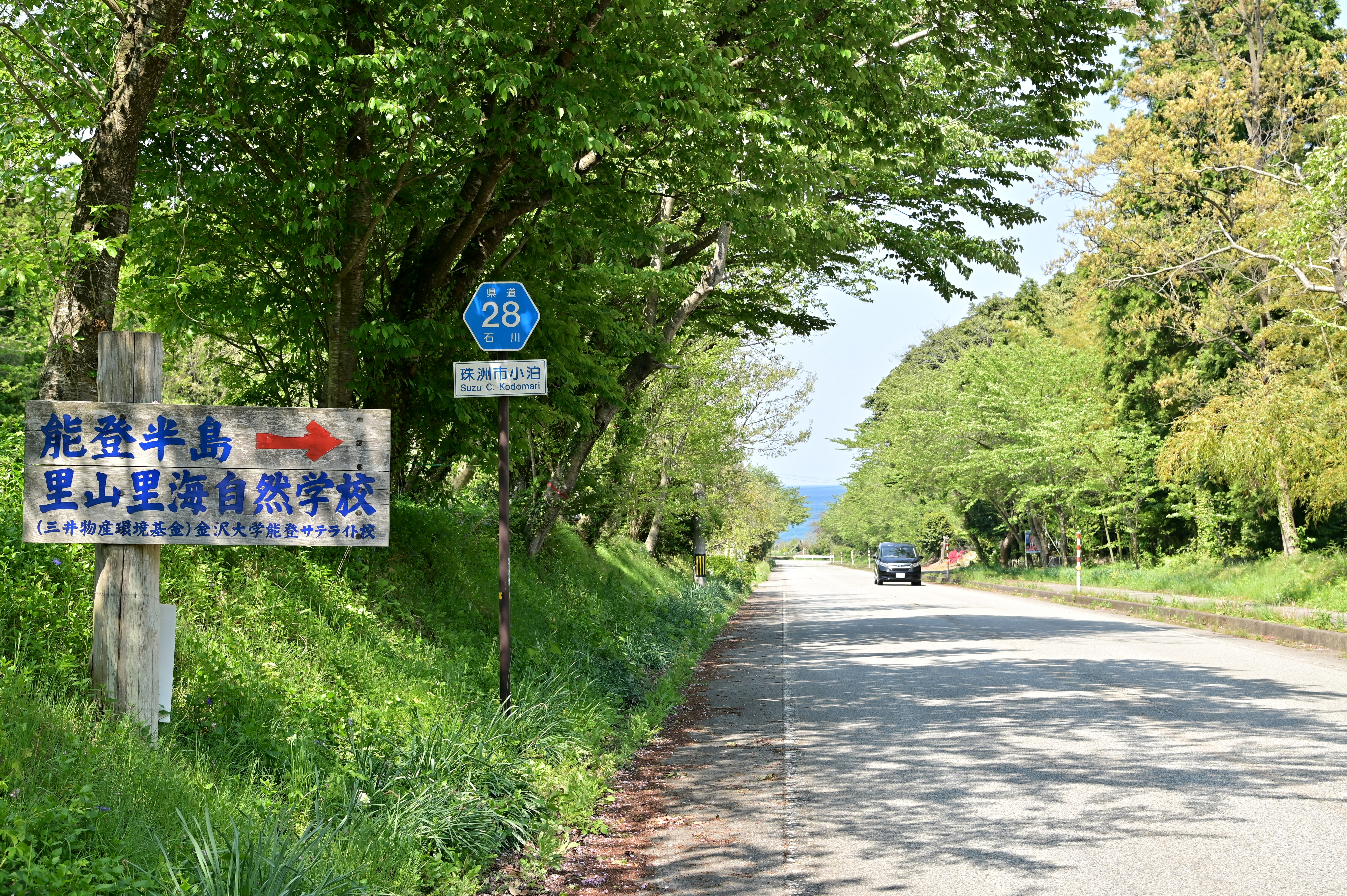
石川県道28号大谷狼煙飯田線
小泊バイパス（2022年5月）

- 引砂バイパス（珠洲市三崎町森腰 - 珠洲市三崎町高波：1.8 km） 市街地中心部を通過する平行する旧道は珠洲市道
- 小泊バイパス（珠洲市三崎町小泊 - 珠洲市三崎町雲津：1.6 km） 海側の小泊地区集落を通過する旧道は珠洲市道

### 重複区間
- 石川県道12号蛸島港線（珠洲市正院町川尻・ライスセンター前交差点 - 珠洲市飯田町・飯田町北交差点：終点）
- 石川県道52号折戸飯田線（珠洲市正院町・正院小路交差点 - 珠洲市飯田町・飯田町北交差点：終点）

## 地理

### 通過する自治体
- 珠洲市

### 交差する道路
- 国道249号（珠洲市馬緤町、起点）

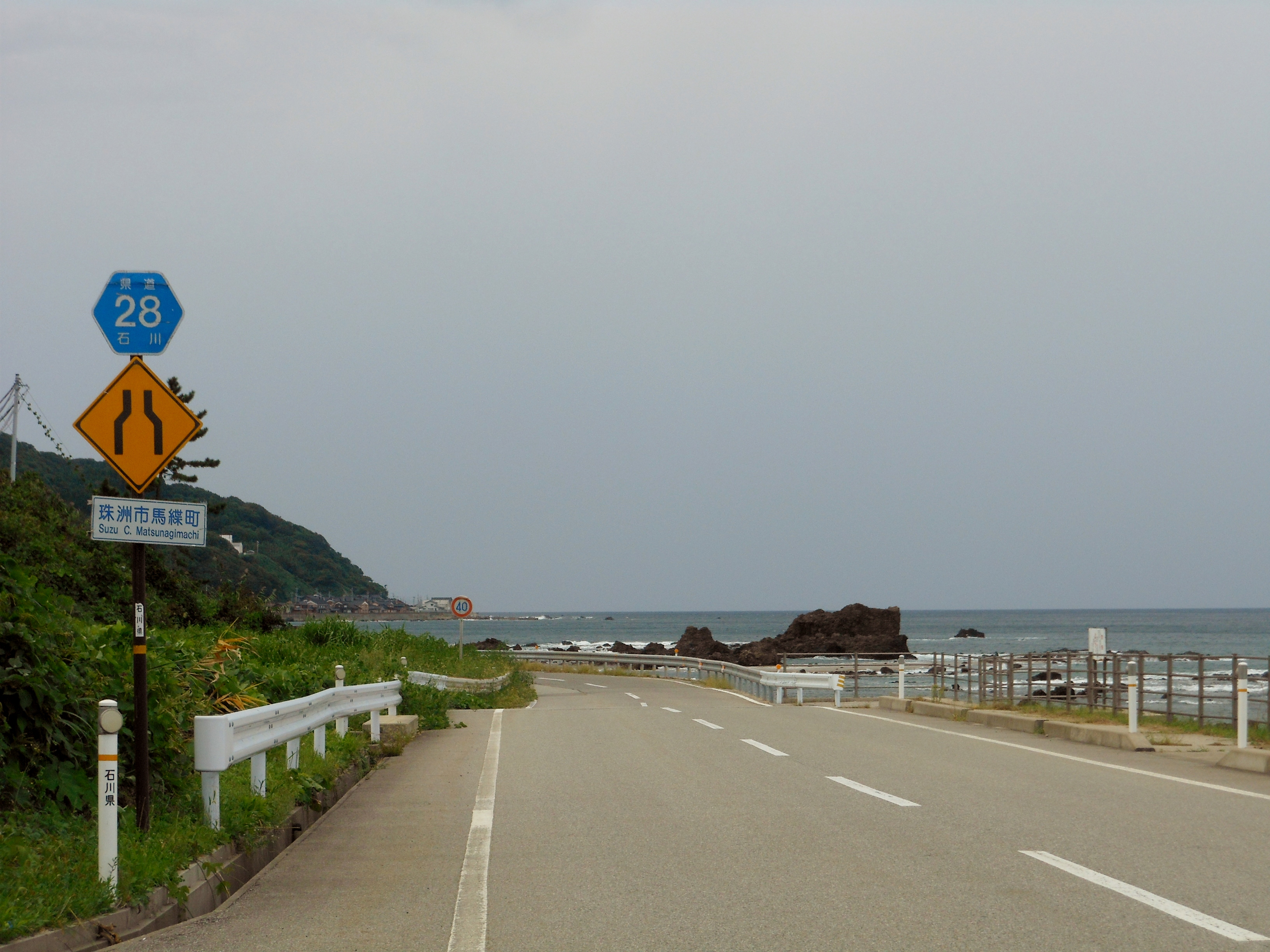
沿線風景（珠洲市馬緤町）

- 石川県道285号高屋出田線（珠洲市高屋町）
- 石川県道52号折戸飯田線（珠洲市折戸町）
- 石川県道287号粟津正院線（珠洲市三崎町粟津）
- 石川県道12号蛸島港線（珠洲市正院町川尻）
- 石川県道287号粟津正院線（珠洲市正院町・ライスセンター前交差点）
- 石川県道52号折戸飯田線（珠洲市正院町・正院小路交差点）
- 国道249号（珠洲市飯田町・飯田町北交差点、終点）

### 沿線にある施設など
- 狼煙漁港【北緯37度31分25.7秒 東経137度19分34.0秒 / 北緯37.523806度 東経137.326111度】